# 문영
"문영"은 2017년에 개봉한 대한민국의 영화이다.

## 캐스팅
- 김태리 : 김문영 역
- 정현 : 장희수 역
- 박완규 : 아버지 역
- 박정식 : 권혁철 역
- 장향숙 : 아주머니 1 역
- 허원정 : 아주머니 2 역
- 남보라 : 영은 역 (특별출연)
- 이진경 : 교사 역 (특별출연)

## 기타
- 수화지도 : 서울농아인협회 중랑구지부
- 제작지원 : 영화진흥위원회